# Juan Carlos Cremata Malberti
 (mars 2019).
Si vous disposez d'ouvrages ou d'articles de référence ou si vous connaissez des sites web de qualité traitant du thème abordé ici, merci de compléter l'article en donnant les références utiles à sa vérifiabilité et en les liant à la section « Notes et références ».
Juan Carlos Cremata Malberti est un cinéaste cubain, né en 1961. Il commence sa carrière comme auteur et acteur d’émissions pour enfants, réalisées pour l’Institut cubain de radio et télévision de 1981 à 1987. Il est surtout connu pour son film Viva Cuba qui a obtenu le grand prix écran junior au Festival de Cannes en 2006.

## Biographie
Licencié d'art dramatique en 1986 à l’Institut supérieur d’art (ISA) de La Havane, il devient assistant réalisateur sur le film équatorien de Camilo Luzuriaga, La tigra, en 1989.
Il obtient son diplôme de l’École de cinéma de San Antonio de Los Baños (EICTV) en 1990. Son film de fin d’études, Oscuros rinocerontes enjaulados, est invité dans de nombreux festivals dont Clermont- Ferrand, et Juan Carlos Cremata Malberti passe deux ans en Europe.
De 1994 à 1995, il enseigne le montage et la réalisation à Buenos Aires. En 1996, il obtient la bourse Guggenheim et passe un an à New York. Puis, en 1998, il est invité à participer à un atelier de scénario offert par le Sundance Institute.

## Filmographie
- 1984-87 :
  - Cuando yo sea grande, (27 min), série pour les enfants de 30 épisodes pour la télévision cubaine
  - Y dice una mariposa..., (27 min), série pour les enfants de 25 épisodes pour la télévision cubaine
  - Diana, (16 min, CM)
- 1991 : Oscuros rinocerontes enjaulados, (16 min, CM)
- 1999 : La época, el encanto y fin de siglo, (27 min, CM)
- 2001 : Nada +
- 2005 : Viva Cuba